# قائمة تشغيل المستشفى
قائمة تشغيل المستشفى (هانغل: 슬기로운 의사생활) هو مسلسل تلفزيوني كوري جنوبي من تأليف لي وو جونغ وإخراج شين وون هو. وهو عبارة عن سلسلة تتكون من موسمين، عرض الموسم الأول في 12 مارس 2020 وعرض الموسم الثاني في 17 يوليو 2021، على قناة تي في ان، وهو متاح عالميا على شبكة نتفليكس.

## نظرة عن السلسلة
| الموسم | عدد الحلقات | عدد الحلقات | تواريخ البث   | تواريخ البث    | أيام البث                 | معدل المشاهدة (بملايين) | تقييم   |
| الموسم | عدد الحلقات | عدد الحلقات | بثت لأول مرة  | بثت لآخر مرة   | أيام البث                 | معدل المشاهدة (بملايين) | تقييم   |
| ------ | ----------- | ----------- | ------------- | -------------- | ------------------------- | ----------------------- | ------- |
| 1      | 12          | 12          | 12 مارس 2020  | 28 مايو 2020   | الخميس الساعة 21:00 (KST) | 2.898                   | 14.142% |
| 2      | 12          | 12          | 17 يونيو 2021 | 16 سبتمبر 2021 | الخميس الساعة 21:00 (KST) | 3.203                   | 14.080% |

## القصة
لكل يوم وقعه الخاصّ.
فعندما يواجه خمسة أطباء لحظات الميلاد والموت وما بينهما من مواقف مع مرضاهم داخل أحد المستشفيات، يمكننا توقّع أي شيء. تحكي قصة ٥ أطباء درسوا جميعاً في نفس كلية الطب عام 1999م وهم الآن اصدقاء ويعملون معاً في نفس المشفى.

## بطولة
- جو جونغ سوك في دور لي إيك جون.[7]
- يوو ايون سيوك في دور اهن جيونغ وون.
- جونغ كيونغ هو في دور كيم جون هوان.
- كيم داي ميونغ في دور يانغ سيوك هيونغ.
- جيون مي دو في دور تشاي سونغ هوا.

### دور داعم
- شين هيون-بين في دور جانغ كيو يول

## الاستقبال
الموسم 1
حقق الموسم الأول من المسلسل نجاحًا في كوريا الجنوبية. تمت مقارنته بالمسلسل التلفزيوني الأمريكي غريز أناتومي، وفريندز.
على الرغم من أن المسلسل يُبث على قناة تي في إن، وهي قناة فضائية «مدفوعة» عادةً ما يكون جمهورها أصغر نسبيًا مقارنةً بالقنوات العامة، إلا أن موسمها الأول أصبح ضمن قائمة أفضل 10 مسلسلات كورية في تاريخ التلفزيون الكبلي أو القنوات الخاصة. كان أيضا المسلسل الأكثر مشاهدة في كوريا الجنوبية على Netflix في عام 2020. كما حققت الحلقة الأخيرة أكثر من 3.5 مليون مشاهدة على مستوى الدولة وفقًا لوكالة Nielsen Korean.
الموسم 2
وفقاً نيلسن كوريا، فقد حقق الموسم الثاني رقماً قياسياً كعرض اولي، حيث حققت الحلقة الأولى نسبة 10.007% مع 2.6 مليون مشاهدة على الصعيد الوطني، متجاوزة لكل من فينشنزو، سيد الملكة، كاعرض أولي. واصلت السلسلة ارتفاعاً غير عاديا في الحلقة الخامسة لها حيث حققت نسبة 12.399% مع أكثر من 3.3 مليون مشاهدة على مستوى البلاد.
انتهت السلسلة بأعلى مستوى نسبة مشاهدة وتصدرت ل12 اسبوعا ليوم الخميس، كما حققت الحلقة الأخيرة من الموسم نسبة 14.080% ، مايقارب 3.8 مليون مشاهدة.

## المشاهدات
| الموسم | الموسم | رقم الحلقة | رقم الحلقة | رقم الحلقة | رقم الحلقة | رقم الحلقة | رقم الحلقة | رقم الحلقة | رقم الحلقة | رقم الحلقة | رقم الحلقة | رقم الحلقة | رقم الحلقة | المتوسط |
| الموسم | الموسم | 1          | 2          | 3          | 4          | 5          | 6          | 7          | 8          | 9          | 10         | 11         | 12         | المتوسط |
| ------ | ------ | ---------- | ---------- | ---------- | ---------- | ---------- | ---------- | ---------- | ---------- | ---------- | ---------- | ---------- | ---------- | ------- |
|        | 1      | 1.698      | 2.050      | 2.382      | 2.476      | 3.064      | 3.082      | 3.247      | 3.332      | 3.126      | 3.277      | 3.463      | 3.579      | 2.898   |
|        | 2      | 2.629      | 2.494      | 2.876      | 2.857      | 3.338      | 3.573      | 2.920      | 3.433      | 3.470      | 3.342      | 3.649      | 3.853      | 3.203   |

### الموسم 1
| الحلقة | تاريخ البث الأصلي | تقييمات إيه جي بي نيلسن. | تقييمات إيه جي بي نيلسن. | تقييمات إيه جي بي نيلسن. |
| الحلقة | تاريخ البث الأصلي | على الصعيد الوطني        | سيئول                    | سيئول                    |
| ------ | ----------------- | ------------------------ | ------------------------ | ------------------------ |
| 1      | 12 مارس 2020      | 6.325٪ (الأول)           | 7.113٪ (الأول)           |                          |
| 2      | 19 مارس 2020      | 7.750٪ (الأول)           | 8.507٪ (الأول)           |                          |
| 3      | 26 مارس 2020      | 8.556٪ (الأول)           | 9.313٪ (الأول)           |                          |
| 4      | 2 أبريل 2020      | 9.754٪ (الأول)           | 10.932٪ (الأول)          |                          |
| 5      | 9 أبريل 2020      | 11.321٪ (الأول)          | 12.655٪ (الأول)          |                          |
| 6      | 16 أبريل 2020     | 11.682٪ (الأول)          | 13.783٪ (الأول)          |                          |
| 7      | 23 أبريل 2020     | 12.077٪ (الأول)          | 13.864٪ (الأول)          |                          |
| 8      | 30 أبريل 2020     | 12.008٪ (الأول)          | 13.489٪ (الأول)          |                          |
| 9      | 7 مايو 2020       | 12.134٪ (الأول)          | 14.479٪ (الأول)          |                          |
| 10     | 14 مايو 2020      | 12.701٪ (الأول)          | 15.729٪ (الأول)          |                          |
| 11     | 21 مايو 2020      | 13.125٪ (الأول)          | 15.662٪ (الأول)          |                          |
| 12     | 28 مايو 2020      | 14.142٪ (الأول)          | 16.711٪ (الأول)          |                          |
| المعدل | المعدل            | 10.965٪                  | 12.686٪                  |                          |
| خاصة   | 4 يونيو 2020      | 5.909٪ (الأول)           | 7.403٪ (الأول)           |                          |

### الموسم 2
ملاحظة : بسبب بث مباراة كرة القدم بين كوريا والعراق، سيتم الغاء عرض الحلقة الحادية عشر في 2 سبتمبر، وستعرض فيه 9 سبتمبر 2021.
| الحلقة | تاريخ البث الأصلي | تقييمات إيه جي بي نيلسن. | تقييمات إيه جي بي نيلسن. |
| الحلقة | تاريخ البث الأصلي | على الصعيد الوطني        | سيئول                    |
| ------ | ----------------- | ------------------------ | ------------------------ |
| 1      | 17 يونيو 2021     | 10.007%                  | 11.737%                  |
| 2      | 24 يونيو 2021     | 10.071%                  | 11.848%                  |
| 3      | 1 يوليو 2021      | 10.604%                  | 12.602%                  |
| 4      | 8 يوليو 2021      | 10.972%                  | 12.775%                  |
| 5      | 15 يوليو 2021     | 12.399%                  | 15.058%                  |
| 6      | 22 يوليو 2021     | 13.151%                  | 15.785%                  |
| 7      | 5 أوغسطس 2021     | 10.643%                  | 12.334%                  |
| 8      | 12 أوغسطس 2021    | 13.120%                  | 15.521%                  |
| 9      | 19 أوغسطس 2021    | 12.892%                  | 14.763%                  |
| 10     | 26 أوغسطس 2021    | 12.704%                  | 14.618%                  |
| 11     | 9 سبتمبر 2021     | 13.387%                  | 15.382%                  |
| 12     | 16 سبتمبر 2021    | 14.080%                  | 15.726%                  |
| المعدل | المعدل            | 12.002%                  | 14.012%                  |

## الإنتاج

### صناعة
- فريق الإنتاج: Egg Is Coming تابع ليtvN.
- كتابة واخراج: الدراما من أخراج شين وون هو مخرج سلسلة ريبلاي وحياة السجن الحكيمة وكتابة بواسطة لي وو جونغ الذي كتب سلسلة ريبلاي.[24]

في يناير 2019، أفيد أن شين وون هو سيخرج مسلسلًا تلفزيونيًا طبيًا وأن فريق الإنتاج كان في المراحل الأولى من اختيار الممثلين، استغرق السيناريو أربع سنوات ليكتمل، عمل كاتب السيناريو لي وو جونغ والمخرج شين وون هو معًا في السابق على سلسلة Reply التي نالت استحسانا كبيرا (2012-16) بالإضافة إلى مسلسل الكوميديا السوداء «حياة السجن الحكيمة» لعام 2017.

### التصوير
من أجل الامتثال لنظام 52 ساعة في الأسبوع ولتجنب التصوير بين عشية وضحاها فيما يتعلق بصحة وسلامة الممثلين وطاقم العمل، قرر فريق الإنتاج بث حلقة واحدة في الأسبوع لمدة إجماليها 12 أسبوعًا بدلاً من بث حلقتين في الأسبوع لمدة 8 أسابيع كما هو الحال عادة بالنسبة للمسلسلات التلفزيونية الكورية الجنوبية التي تبث حلقتين في الاسبوع.
بدأ التصوير الرئيسي للموسم الأول في أوائل أكتوبر 2019. صورت بعض المشاهد في مستشفى جامعة جانج وون ومركز يولجي الطبي على التوالي وفي مستشفى دونغتان للقلب بجامعة هاليم (في هواسونغ ، جيونج جي) والمركز الطبي لجامعة إيوا (في منطقة جانجسيو، سيئول)، على الرغم من أن المشاهد الأخيرة للموسم كانت قد تم تصويرها في فندق أو مقر خاص بسبب جائحة COVID-19. أنتهى تصوير الموسم الأول في أواخر أبريل 2020.
كان من المقرر في الأصل أن يبدأ الموسم 2 في أوائل ديسمبر 2020، أعلن عن تأجيل تصوير الموسم الثاني إلى أواخر يناير 2021 بسبب جائحة COVID-19.

## الجوائز والترشيحات
| حفل توزيع الجوائز            | سنة  | فئة                                     | مرشح                               | النتيجة | المرجع.              |
| ---------------------------- | ---- | --------------------------------------- | ---------------------------------- | ------- | -------------------- |
| جوائز APAN Star              | 2021 | جائزة التميز الأعلى، ممثل في مسلسل قصير | جو جونغ سوك                        | رُشِّح     | [ 33 ]               |
| جوائز APAN Star              | 2021 | أفضل دراما                              | قائمة تشغيل المستشفى               | رُشِّح     | [ 34 ] [ 35 ] [ 36 ] |
| جوائز APAN Star              | 2021 | جائزة الشعبية، ممثل                     | جو جونغ سوك                        | رُشِّح     | [ 34 ] [ 35 ] [ 36 ] |
| جوائز APAN Star              | 2021 | جائزة الشعبية، ممثلة                    | جيون مي دو                         | رُشِّح     | [ 34 ] [ 35 ] [ 36 ] |
| جوائز APAN Star              | 2021 | أفضل ممثلة جديدة                        | جيون مي دو                         | فوز     | [ 34 ] [ 35 ] [ 36 ] |
| جوائز APAN Star              | 2021 | أفضل ممثلة جديدة                        | اهن اون جين                        | رُشِّح     | [ 34 ] [ 35 ] [ 36 ] |
| جوائز فنان آسيا              | 2020 | جائزة أفضل تمثيل                        | جيون مي دو                         | فوز     | [ 37 ]               |
| جوائز فنان آسيا              | 2020 | جائزة التركيز AAA                       | اهن اون جين                        | فوز     | [ 38 ]               |
| جوائز محتويات آسيا           | 2020 | أفضل كاتب                               | لي وو جونغ                         | رُشِّح     |                      |
| جوائز محتويات آسيا           | 2020 | الممثلة الوافدة الجديدة                 | جيون مي دو                         | فوز     |                      |
| جوائز بيكسانغ للفنون         | 2020 | أفضل ممثلة جديدة                        | جيون مي دو                         | رُشِّح     | [ 39 ]               |
| جوائز بيكسانغ للفنون         | 2020 | أفضل سيناريو                            | لي وو جونغ                         | رُشِّح     | [ 39 ]               |
| جوائز العلامة التجارية للعام | 2020 | أفضل دراما                              | قائمة تشغيل المستشفى               | فوز     | [ 40 ]               |
| جوائز العلامة التجارية للعام | 2020 | افضل ممثل                               | جو جونغ سوك                        | فوز     | [ 40 ]               |
| جوائز العلامة التجارية للعام | 2020 | أفضل ممثلة جديدة                        | جيون مي دو                         | فوز     | [ 40 ]               |
| جوائز العلامة التجارية للعام | 2020 | أفضل OST                                | جو جونغ سوك - "ألوها"              | فوز     | [ 40 ]               |
| جوائز العلامة التجارية للعام | 2020 | أفضل OST                                | جوي - "عرّفني شخصًا صالحًا"           | رُشِّح     | [ 40 ]               |
| جوائز جيني الموسيقية         | 2021 | أفضل OST                                | جو جونغ سوك - "ألوها"              | فوز     |                      |
| جوائز القرص الذهبي           | 2021 | أفضل OST                                | جو جونغ سوك - "ألوها"              | فوز     | [ 41 ]               |
| جوائز ميلون الموسيقية        | 2020 | أفضل OST                                | جو جونغ سوك - "ألوها"              | فوز     | [ 42 ]               |
| جوائز ميلون الموسيقية        | 2020 | أفضل OST                                | جيون مي دو - "I Knew I Love"       | رُشِّح     | [ 42 ]               |
| جوائز Mnet الآسيوية للموسيقى | 2020 | أفضل OST                                | جو جونغ سوك - "ألوها"              | رُشِّح     | [ 43 ]               |
| جوائز Mnet الآسيوية للموسيقى | 2020 | أفضل OST                                | الفرح - "عرّفني شخصًا صالحًا"         | رُشِّح     | [ 43 ]               |
| جوائز Mnet الآسيوية للموسيقى | 2020 | أغنية السنة                             | جو جونغ سوك - "ألوها"              | رُشِّح     | [ 43 ]               |
| جوائز Mnet الآسيوية للموسيقى | 2020 | أغنية السنة                             | الفرح - "عرّفني شخصًا صالحًا"         | رُشِّح     | [ 43 ]               |
| جوائز سيول الموسيقية         | 2021 | أفضل OST                                | جو جونغ سوك - "ألوها"              | فوز     | [ 44 ]               |
| جوائز سيول الموسيقية         | 2021 | أفضل OST                                | جيون مي دو - "I Knew I Love"       | رُشِّح     | [ 44 ]               |
| جوائز سيول الموسيقية         | 2021 | أفضل OST                                | جوي - "عرّفني شخصًا صالحًا"           | رُشِّح     | [ 44 ]               |
| جوائز سيول الموسيقية         | 2021 | أفضل OST                                | كيوهيون - "الاعتراف ليس مبهرجًا"    | رُشِّح     | [ 44 ]               |
| جوائز سيول الموسيقية         | 2021 | أفضل OST                                | Urban Zakapa - "Beautiful My Love" | رُشِّح     | [ 44 ]               |
| جوائز سيول الموسيقية         | 2021 | أفضل OST                                | ويين - "مع دموعي"                  | رُشِّح     | [ 44 ]               |
| جائزة الموسيقى الذهبية       | 2021 | أفضل Ost                                | جو جونغ سوك - "ألوها"              | فوز     |                      |

## روابط خارجية
- قائمة تشغيل المستشفى على موقع IMDb (الإنجليزية)
- قائمة تشغيل المستشفى على موقع روتن توميتوز (الإنجليزية)
- قائمة تشغيل المستشفى على موقع نتفليكس (الإنجليزية)
- قائمة تشغيل المستشفى على موقع كينوبويسك (الروسية)
- قائمة تشغيل المستشفى على موقع قاعدة بيانات الفيلم (الإنجليزية)